# Алекс Смит
Александар Даглас Смит (енгл. Alex Smith; Бремертон, 7. мај 1984) је професионални играч америчког фудбала, српског порекла, који игра на позицији квотербека. Тренутно наступа за екипу Вашингтона у оквиру Националне фудбалске лиге.
Претходно је играо за екипе Сан Франциско фортинајнерса и Канзас Сити чифса. На НФЛ драфту 2005. године драфтован је као први апсолутни пик у првој рунди од стране Сан Франциска.
Смит има брата, Џоша, и две сестре, Еби и Макензи. Један од његових прадеда је био Србин имигрант из Аустроугарске, који се доселио у САД када је имао само дванаест година и променио име у Џон Смит. У његову част су он, његов брат и њихов отац истетовирали српски крст са четири оцила. Исто то планирају да ураде и његове сестре.